# Astolfo Vagioli
Astolfo Vagioli (* 16. Jahrhundert  in Verona; † 17. Jahrhundert) war ein italienischer Barockmaler, der in Ungarn und Polen-Litauen wirkte. Er stammte aus Verona.

## Leben
Vagioli wurde in Verona geboren und wirkte ab 1590 am Hof von Andras Bathory in Siebenbürgen, später kam er nach Krakau. In Krakau arbeitete er mit Tommaso Dolabella zusammen und malte unter anderem mehrere Altäre für die Fronleichnamsbasilika. Zu seinen Schülern gehörte Zachariasz Dzwonowski.